# Casuarina (grupo)
Casuarina é um grupo musical de samba originado na cidade do Rio de Janeiro no ano de 2001.
Lá pelos idos de 2001, alguns meninos de cerca de 20 anos se reuniram no bairro do Humaitá, no Rio de Janeiro, para tocar junto. A rua Casuarina, onde ficava a casa em que eles ensaiavam, acabou dando nome ao grupo que, mais tarde, levaria o samba a várias partes do planeta – com direito a apresentação na conferência TED Global 2014.
Formado por Daniel Montes (violão de 7 cordas), Gabriel Azevedo (pandeiro e voz), João Cavalcanti (tantan e voz), filho do cantor e compositor Lenine, João Fernando (bandolim e vocais) e Rafael Freire (cavaquinho e vocais), o Casuarina começou a ocupar a então deserta Lapa para mostrar, em bares de pequeno porte, a música que faziam.
A dimensão do trabalho foi aumentando e os meninos lotarem a Fundição Progresso (RJ), casa com capacidade para cerca de cinco mil pessoas. Da Lapa foram para Angola, Bélgica, Canadá, Cuba, Eslovênia, Espanha, EUA, França, Holanda, Inglaterra, Israel, Portugal e Suécia, fora várias cidades brasileiras. Na última turnê americana, em 2014, tocaram em Nova Iorque para um Lincoln Center lotado e, em 2016, excursionaram por dois meses pelos Estados Unidos, no globalFest.
A estreia em disco foi em 2005, com o lançamento de Casuarina pela gravadora Biscoito Fino. O quinteto ganhou destaque na imprensa e abocanhou o Prêmio Rival na categoria Melhor Grupo. O trabalho também rendeu a primeira indicação ao Prêmio da Música Brasileira (então Prêmio TIM).
Certidão (2007), também pela Biscoito Fino, veio 14 faixas, sendo dez autorais. O CD recebeu indicações ao Prêmio Rival e ao Prêmio da Música Brasileira. A música "Vaso Ruim" (Diego Zangado/Gabriel Azevedo) faz parte da trilha sonora da novela da TV Globo Caminho das Índias (2009), de Glória Perez. O filme Desenrola (2010), de Rosane Svartman, tem participação do quinteto e conta com as canções "Certidão" e "Empoeirado" (João Fernando).
Pelo MTV Apresenta: Casuarina (2009), editado em CD, DVD e Blu-Ray por Superlativa/Sony Music e também lançado na França, o Casuarina recebeu o DVD de Ouro (foram mais de 25 mil cópias vendidas) e foi eleito como o Melhor Grupo de Samba do Brasil pelo júri especializado do 21º Prêmio da Música Brasileira. A obra – que tem participações de Moska, Roberto Silva, Frejat, Wilson Moreira e Moinho – entrou na disputa pelo MTV Video Music Brasil 2009. Gravado na Fundição Progresso, o show mostra a roda de samba promovida durante três  anos pelo quinteto com seus convidados, nesse mesmo palco. O repertório passeia por canções autorais e clássicos garimpados pelo grupo, como "Canto do Trabalhador" (Paulo Cesar Pinheiro/João Nogueira) e "Canto de Ossanha" (Baden Powell/Vinicius de Moraes).
No ano em que comemorou uma década de carreira, os músicos retomaram o trabalho essencialmente autoral com Trilhos/Terra Firme (2011), pela Superlativa/Warner Music. Todas as canções são inéditas e assinadas por eles.
O CD/DVD Casuarina – 10 Anos de Lapa (2013), Superlativa/Warner Music, gravado ao vivo nos Arcos da Lapa (RJ) no ano anterior tem participações de Teresa Cristina, Marcos Sacramento, Pedro Miranda, Ana Costa, Nilze Carvalho, Moyseis Marques, Áurea Martins e Lenine.
Em 2014 chega o sexto trabalho: o CD No Passo de Caymmi, pela Superlativa, uma homenagem de 17 faixas ao centenário de Dorival Caymmi. É o primeiro CD gravado exclusivamente pelos cinco integrantes do grupo, sem overdubs, músicos convidados ou instrumentos "estrangeiros" à sua formação. No repertório, "É Doce Morrer no Mar", "Marina", "Requebre Que Eu Dou Um Doce" e "Saudade da Bahia", entre outras canções. No mesmo ano o quinteto se apresentou no TED Global 2014.
O sétimo disco, batizado de 7, foi lançado no primeiro semestre de 2016. Inteiramente autoral, o trabalho tem suas 13 composições assinadas ao menos por um de seus cinco integrantes. Há, também, parcerias com Moacyr Luz, Aluísio Machado, Sérgio Fonseca, João Martins e Alaan Monteiro, além de participação especial de Maria Rita na faixa "Eu Já Posso Me Chamar Saudade" (João Cavalcanti / Moacyr Luz).
Além dos trabalhos próprios, o Casuarina participou dos seguintes projetos especiais, lançados em CD e DVD: Cidade do Samba; Um Barzinho, Um Violão – Novela 70; Samba Social Clube – Volumes 1, 2, 3 e 4, Disney Adventures in Samba, Cristo Redentor 80 Anos ao Vivo e Samba Book Martinho da Vila. Fez, também, shows em homenagem aos centenários de Herivelto Martins, Cyro Monteiro e Dorival Caymmi. 
Ao longo dessa trajetória, o grupo recebeu em seu palco artistas como Alcione, Almir Guineto, Arlindo Cruz, Baby do Brasil, Beth Carvalho, BNegão, Daniela Mercury, Délcio Carvalho, Diogo Nogueira, Dudu Nobre, Elza Soares, Gabriel o Pensador, Hamilton de Holanda, Leila Pinheiro, Lenine, Luiz Carlos da Vila, Maria Rita, Monarco, Moraes Moreira, Nei Lopes, Nelson Sargento, Pedro Luís, Roberta Sá, Roberto Silva, Sandra de Sá, Teresa Cristina, Walter Alfaiate, Wilson Moreira, Yamandu Costa e Zélia Duncan, entre outros.
Em 2017, João Cavalcanti saiu do grupo e começou uma carreira solo.

## Integrantes
- Daniel Montes (violão)
- Gabriel Azevedo (voz e pandeiro)
- João Fernando (bandolim)
- Rafael Freire (cavaquinho)

### Ex integrantes
- João Cavalcanti

## Discografia
- Casuarina - 2005 (Biscoito Fino)
- Certidão - 2007  (Biscoito Fino)
- MTV Apresenta: Casuarina - 2009  (Sony Music) / CD e DVD
- Trilhos/Terra Firme - 2011 (Warner Music)
- 10 Anos de Lapa - Ao Vivo - 2013 (Warner Music) / CD e DVD
- No Passo de Caymmi - 2014 (Superlativa) / CD
- 7 - 2016 (Discole Música / Superlativa) / CD
- +100 - 2018 (Biscoito Fino) / CD

### Participações em outros discos
- Cantos do Rio de Janeiro - 2007 (Biscoito Fino)
- Da Lapa - 2007 (Biscoito Fino)
- Cidade do Samba - 2007 (Zecapagodiscos) / CD e DVD
- Estação Lapa - 2007 (Deckdisc)
- Um Barzinho, Um Violão - Novela 70, Capítulo 2 - 2008 (Universal Music) / CD e DVD
- Samba Social Clube - Volumes 1 e 2 - 2008 (EMI) / CD e DVD
- Samba Social Clube - Volume 3 - 2009 (EMI) / DVD
- Samba Book Martinho da Vila - 2013 (Som Livre) / CD e DVD

## Prêmios e indicações

### MTV Video Music Brasil
| Ano  | Categoria           | Indicação | Resultado |
| ---- | ------------------- | --------- | --------- |
| 2009 | Videoclipe de Samba |           | Indicado  |

### Prêmio da Música Brasileira
| Ano  | Categoria             | Indicação | Resultado |
| ---- | --------------------- | --------- | --------- |
| 2016 | Melhor Grupo de MPB   | Casuarina | Indicado  |
| 2017 | Melhor Grupo de Samba | Casuarina | Venceu    |

### Prêmio Contigo! MPB FM
| Ano  | Categoria             | Indicação                 | Resultado |
| ---- | --------------------- | ------------------------- | --------- |
| 2012 | Melhor Álbum de Samba | Trilhos/Terra Firme       | Indicado  |
| 2013 | Melhor Álbum de Samba | 10 Anos de Lapa - Ao Vivo | Indicado  |